# Децима (поэзия)
Де́цима (от лат. decem — десять) — 10-строчная строфа испанской поэзии (отсюда название), созданная поэтом Висенте Эспинелем, чаще всего пишется 4-стопным хореем. Мужские и женские рифмы идут по порядку AbbAAccDDc. схема расположения рифм — abbaa ccddc. Встречаются ямбические децимы, например, в поэзии Гаврилы Державина с рифмовкой aBaBccDeeD («Фелица» и «Бог») и aa BcBc DeeD («На счастие»).
Согласно К. М. де Вашконселуш децима была достаточно распространена в Португалии времён короля Жуана III, её использовали Бернардин Рибейру и Криштован Фалкан, Са де Миранда и Луиш де Камоэнс.